# جنون گاوی

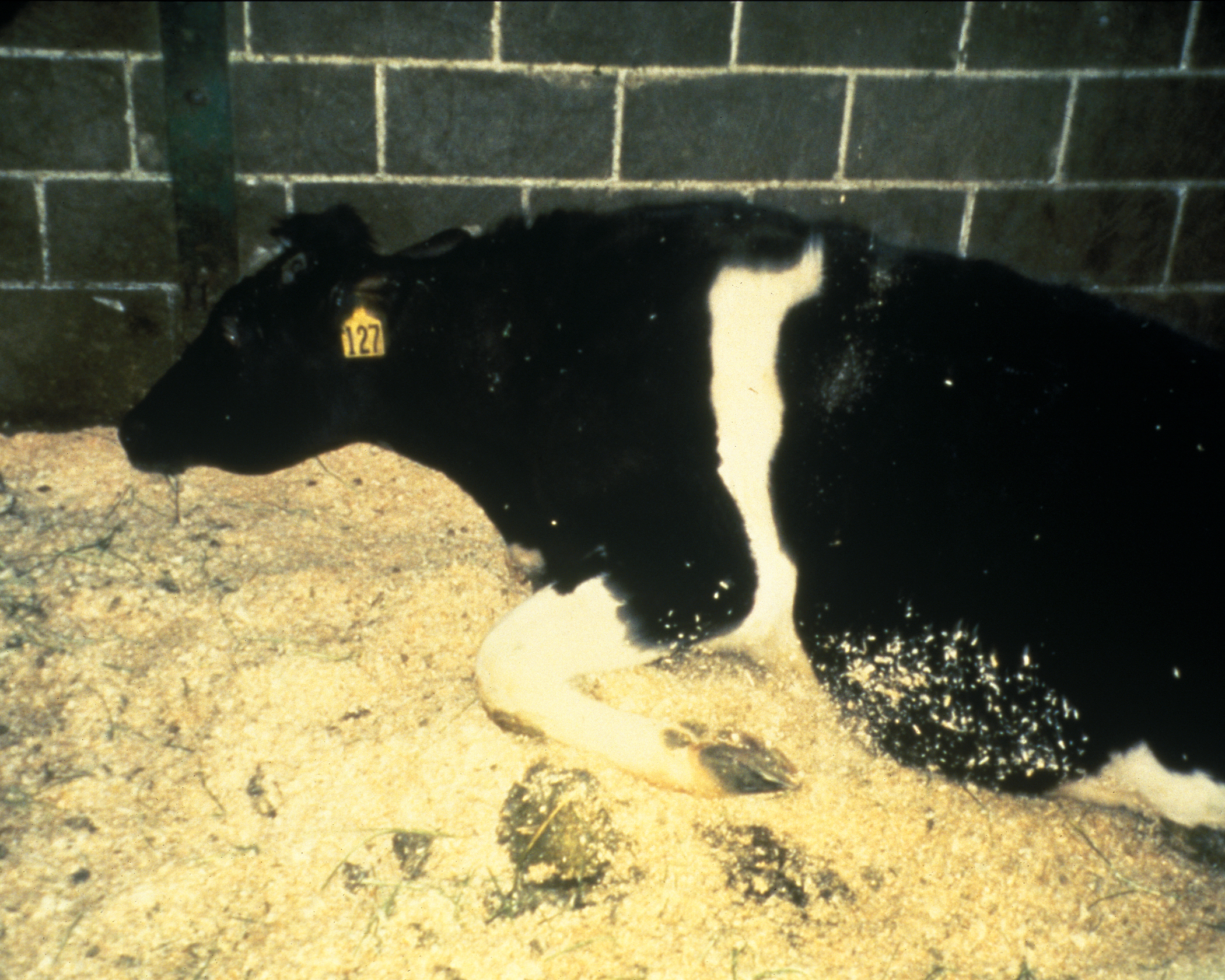
یک گاو مبتلا به جنون گاوی؛ مهمترین نشانه این بیماری این است که گاو نمی‌تواند سرپا بیاستد

بیماری جنون گاوی یک بیماری کشنده و دژنراتیو عصبی مغزی قابل انتقال در گاو است که یک هفته تا چند ماه پس از بروز نشانه‌های بالینی و آغاز مراحل پیشرفته بیماری باعث مرگ گاو می‌شود. نشانه‌ها بالینی این بیماری دربرگیرنده تغییر رفتار (لگد زدن، عدم تعادل ، عدم همکاری با دامدار، تهاجم) کاهش وزن و بروز رفتارهای عصبی است. میانگین زمانی میان آلودگی دام تا بروز نشانه‌ها بالینی حداکثر تا پنج سال است. همچنین تشابهاتی میان جنون گاوی و بیماری کورو در انسان هست. این بیماری در ابتدا در گربه سانان اثر نداشت ولی بر اثر مصرف گوشت آلوده توسط گربه‌ها بعد از مدتی جهش کرد و نوع جدیدی را که هم بر گاو هم گربه سانان اثر می‌کرد به وجود آمد. الان خطر این وجود دارد که با جهش دیگر به گونه‌های دیگر نیز انتقال پیدا کند

## راه تشخیص
تنها با آزمایش مغز ونخاع حیوان می‌توان تشخیص داد آلوده‌است یا نه؛ بنابراین به هیچ عنوان نمی‌شود از روی گوشت آلوده تشخیص داد که آلوده‌است یا خیر.

## علایم جنون گاوی
تغییر در رفتار طبیعی، گام‌های غیرطبیعی، علایم فلجی، حساسیت به‌صدا و لامسه. دوره نهفتگی بیماری در دام ۳ تا ۶ سال است، بنابراین علایم در گاوهای بالغ دیده می‌شود. طول دوره بیماری در دام چند هفته تا چند ماه است که سرانجام منجر به‌مرگ حیوان می‌شود.
دوره نهفتگی بیماری در انسان نیز بسیار طولانی و بیش از ۵ سال‌است. علایم بیماری شامل فراموشی، لکنت زبان، اختلال حافظه، عدم‌تعادل، فلج و بی‌اختیاری است که نهایتاً با مرگ خاتمه می‌یابد. بیشترین ضایعه در سلول‌های عصبی رخ می‌دهد که منجر به حفره حفره شدن و اسفنجی‌شدن بافت مغز و نخاع می‌شود.

## تاریخچه
این بیماری برای نخستین بار در یک مزرعه در سال ۱۹۸۵ در انگلستان گزارش گردید پیش از سال ۱۹۸۵ هیچ‌کس شناختی از بیماری جنون گاوی نداشت مدت‌ها قبل دامپزشکان پاتولوژیست یک بیماری ناشناخته را که غیرقابل تشخیص بود گزارش دادند و تا سال ۱۹۸۷ هیچ مشکلی دلیل بر اینکه این بیماری به گونه اپیدمی در حال پیشرفت باشد وجود نداشت پژوهش‌های انجام گرفته بر روی موارد آلوده منتج به این شد که پودر استخوان و پودر گوشت تولیدی تنها فرضیه‌ای بود که به عنوان عامل بیماری غیرقابل تشخیص اعلام گردید. در ۱۹۹۰ انتقال گاو به گاو از راه تزریق داخل وریدی و داخل مغزی تأیید گردید. در سال ۱۹۸۹ در کشور انگلستان و پس از این در اسکاتلند و ایرلند محدودیت برای مصرف گوشت گاوسانان در جیره انسانی اعمال گردید و اتحادیه اروپا نیز در همان سال محدودیت‌های گسترده‌ای را به دنبال گزارش ۴۰ موارد بیماری انسفالوپاتی اسفنجی شکل گربه سانان بر اثر تغذیه با مواد غذائی بامنشاء دامی برای واردات گونه‌های دام زنده و فراورده‌های آن‌ها اعمال کردند.

## عامل بیماری
سرانجام پس از مدت‌ها پژوهش، عامل بیماری جنون گاوی به پریونها نسبت داده شد. اولین بار در اوایل دهه ۱۹۸۰ میلادی عوامل بیماری‌زایی کشف شدند که قادربه تکثیر، انتقال و عفونت‌زایی بودند، ولی از قطعات پروتئینی ناقص فاقد اسید نوکلئیک تشکیل می‌شدند. این‌عوامل را که حتی از ویروسها کوچک‌تر و ساده‌تراند، پریون نامیدند.
پریون‌ها بر خلاف دیگر عوامل بیماری‌زا ویژگی‌های منحصربه‌فردی دارند؛ در مقابل پرتو فرابنفش، فرمالین، انجماد مکرر، (حرارت ۱۳۵ درجه و فشار ۵ اتمسفر) حرارت مرطوب ۱۰۰ درجه به مدت ۴۸ ساعت وحرارت خشک ۱۶۰ درجه به مدت ۲۴ساعت مقاومت دارند؛ بنابراین پیشگیری از این بیماری‌ها با دیگرعوامل میکروبی متفاوت و از اهمیت خاصی برخوردار است.

## درمان
در حال حاضر برای این بیماری درمان مؤثری نیست و بدون بهبودی در همه موارد کشنده است.
این بیماری مقاوم به الکل، بتادین، اشعه یونیزه، رادیو اکتیو وانواع ضدعفونی‌کنندهاست و همچنین در دمای حداقل ۲۰۰ سانتیگراد نیز از بین نمی‌رود  به نحوی که متخصصان از این بیماری با نام انگل همیشه جاوید یادمی‌کنند. بنابراین با مصرف گوشت آلوده شخص نیز آلوده می‌شود و تنها روش محافظت، خودداری از مصرف گوشت‌های مشکوک و یا آلوده است.

## چگونگی انتقال بیماری
مهمترین راه انتقال بیماری به گاوها تغذیه آن‌ها با پودر گوشت و استخوان گوسفندان دچار به بیماری اسکرپی بوده‌است. عامل بیماری در مغز ونخاع، و ریشه‌های عصبی، غده‌های لنفاوی، چشم، قسمت انتهایی روده باریک، مغز استخوان و طحال بیشترین تراکم را دارد و به نظر می‌رسد راه انتقال بیماری به انسان نیز مصرف چنین قسمت‌هایی از دام آلوده است، بنابراین به منظور پیشگیری از انتقال بیماری به انسان توصیه می‌شود که اگر دامی دچار به جنون گاوی باشد بایستی حیوان ذبح 
لاشه‌اش سوزانده یا منهدم شود.
عامل بیماری به گونه محیطی و تماس مستقیم قابل انتقال نبوده، تنها راه انتقال اثبات شده از راه مصرف بافت‌های آلوده از آن میان پودر گوشت و پودر استخوان است، انتقال عمودی عامل بیماری هنوز ثابت نشده‌است. بافت‌های سیستم اعصاب مرکزی - مغز، نخاع، تیموس و شبکیه بزرگ بافت‌هایی هستند که قابلیت عفونت زایی دارند.